# Paul Goodman

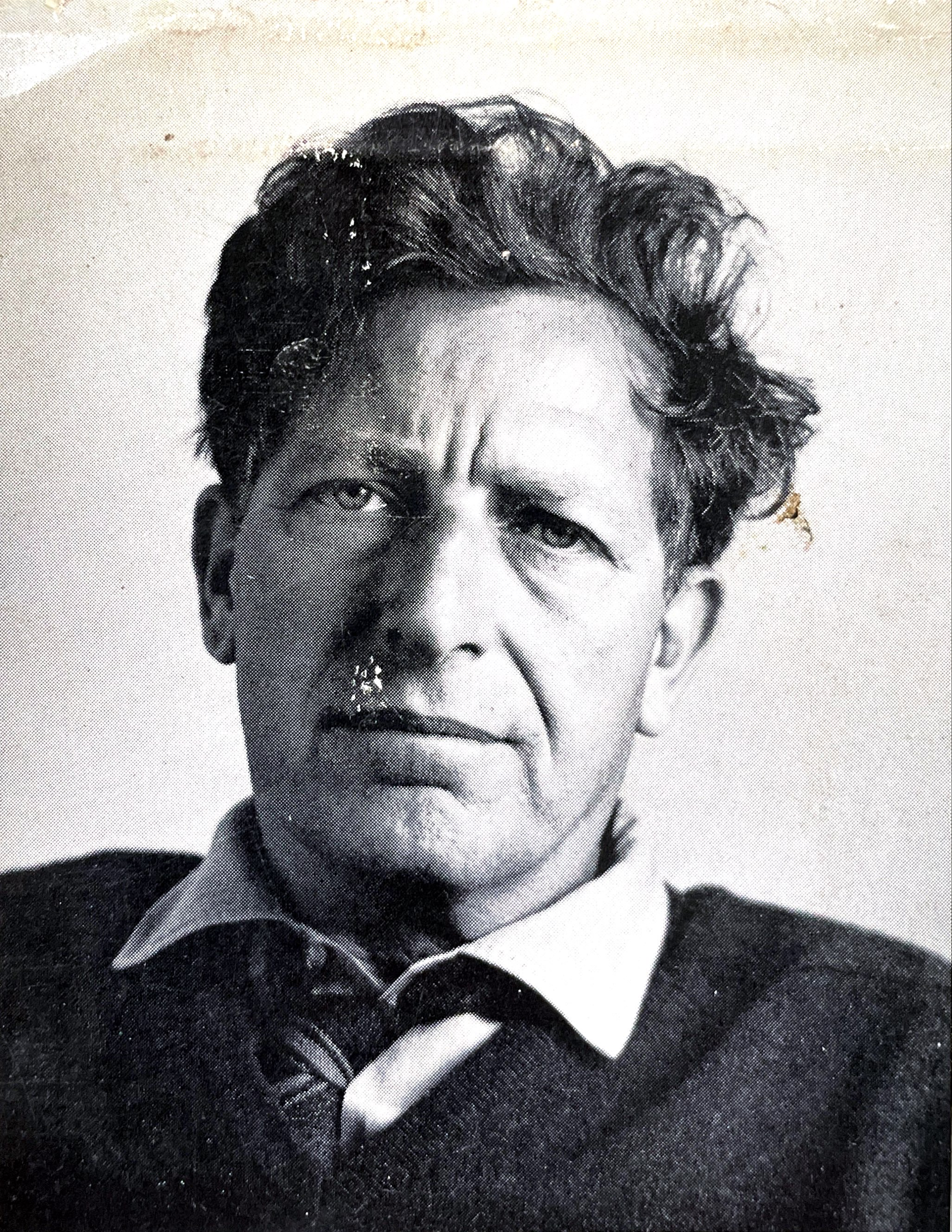
Paul Goodman, 1969

Paul Goodman (* 9. September 1911 in New York; † 2. August 1972 in North Stratford, New Hampshire) war ein US-amerikanischer Autor, Dramatiker, Dichter, Literaturkritiker und Psychotherapeut. Bekanntheit erlangte er als Sozialkritiker und Mitbegründer der Gestalttherapie.

## Leben und Werdegang
Paul Goodman wurde geboren als viertes Kind jüdischer Eltern. Der Vater verließ die Familie vor seiner Geburt, so dass die Mutter als Handelsreisende arbeiten musste, um die Familie zu ernähren. Aus diesem Grund wurde Goodman als Kind großteils von seinen Tanten und seiner älteren Schwester betreut. Er besuchte die Hebräische Schule und schloss 1927 die High School als Jahrgangsbester ab. Goodman begann dann am City College of New York ein Studium der Philosophie, welches er im Jahre 1931 abschloss. Nach dem Studium schrieb er Gedichte, Theaterstücke und Kurzgeschichten. Nebenbei besuchte er Lehrveranstaltungen an der Columbia University.
Im Jahre 1936 begann Goodman ein Postgraduales Studium der Literatur und Philosophie an der University of Chicago. Er arbeitete während dieser Zeit als Forschungsassistent und Teilzeitlehrer. Im Jahre 1938 heiratete Goodman seine erste Frau Virginia. Aus der Ehe, die im Jahre 1943 beendet wurde, ging seine Tochter Susan (* 1939) hervor. Im Jahre 1940 verlor Goodman seine Anstellung bei der University of Chicago, weil er offen homosexuelle Affären mit Studenten hatte und er kehrte zurück nach New York. Es folgten erste Veröffentlichungen, wie seine Novelle The Grand Piano, welche später der erste Teil der Reihe The Empire City war. In den Jahren 1943 und 1944 war Goodman Lehrer an einer fortschrittlichen Internatsschule, wo er wegen Homosexuellen Verhaltens entlassen wurde. Vom Militärdienst im Zweiten Weltkrieg wurde er zurückgestellt. In dieser Zeit schrieb Goodman Artikel für libertäre Zeitungen und Journale. 1945 veröffentlichte er The Facts of Live, ein Buch mit Kurzgeschichten. Im selben Jahr heiratete er seine zweite Frau Sally. Sein Sohn Matthew wurde 1946 geboren.
Im Jahre 1946 veröffentlichte Goodman die Novelle The State of Nature, welche später der zweite Teil der Reihe The Empire City wurde. Im Jahr darauf veröffentlichte er Communitas, ein Buch über Stadtplanung, welches er zusammen mit seinem Bruder Percival Goodman geschrieben hatte. Außerdem veröffentlichte er in dem Jahr das Buch Kafkas Prayer. Die Jahre 1948 und 1949 verbrachte er schreibend in New York und veröffentlichte das Buch The Break-Up of Our Camp, in welchem er in Kurzgeschichten seine Erfahrungen in Sommercamps verarbeitete. Weitere Veröffentlichungen waren im Jahre 1950 die Novelle The Dead of Spring, später Teil drei der Reihe The Empire City, und 1951 die Novelle Parents Day.
Nachdem Goodman bereits Mitte der 1940er Jahre Erfahrungen mit der Psychoanalyse gesammelt hatte, vertiefte er diese Anfang der 1950er Jahre. Im Jahre 1951 veröffentlichte er, zusammen mit Fritz Perls und Ralph F. Hefferline, das Buch Gestalt Therapy. Eine Anstellung am Black Mountain College wurde ihm gekündigt, wiederum wegen sexuellen Fehlverhaltens. So kehrte er 1951 wieder zurück nach New York, um zu schreiben und sich seinen therapeutischen Studien zu widmen. Im Jahre 1954 schloss Goodman seine Dissertation an der University of Chicago ab, die unter dem Titel The Structure of Literature veröffentlicht wurde. In dieser Zeit veröffentlichte er auch weiterhin Artikel in verschiedenen Journalen. Die anarcho-pazifistische und postdramatische Theatergruppe The Living Theatre begann Theaterstücke von Goodman aufzuführen und eine umfassende Ausgabe seiner mehrteiligen Novelle The Empire City wurde 1959 veröffentlicht.
Größere Bekanntheit erlangte Goodman mit seinem 1960 erschienenen sozialkritischen Buch Growing Up Absurd. Eine Phase relativen Wohlstands setzte ein und es eröffneten sich akademische Möglichkeiten, die zu Lehraufträgen an verschiedenen akademischen Institutionen führten. Unter anderem lehrte er am Sarah Lawrence College und veröffentlichte Our Visit to Niagara, eine Sammlung von Kurzgeschichten. Er kaufte sich eine Farm in North Stratford, New Hampshire, welche sein zweites Zuhause wurde. In dieser Zeit veröffentlichte Goodman verschiedene sozial- und literaturkritische Schriften. Im Jahre 1962 stellte er The Community of Scholars fertig, eine Kritik der akademischen Lehre. Außerdem veröffentlichte er Sammelausgaben seiner Gedichte und Artikel. Im Jahre 1963 wurde Goodmans Tochter Daisy geboren und er wurde Fellow des Institute for Policy Studies. Im selben Jahr erschien die autobiographische Novelle Making Do, gefolgt von Compulsory Mis-education 1964 und People or Personnel 1965. Außerdem nahm Goodman an den Friedensprotesten der 1960er Jahre teil und wurde 1966 von Studenten an das San Francisco State College eingeladen, um dort zu lehren.
Goodman hatte weitere Lehraufträge in London und an der University of Hawaiʻi at Mānoa. Er produzierte eine Reihe kritischer Sendungen in Kanada, veröffentlichte weitere Kurzgeschichten und den Gedichtband Hawkweed. Der Tod seines Sohnes Mathew, im Jahre 1967, stürzte Goodman in tiefe Depressionen. Anfang der 1970er Jahre schrieb Goodman New Reformation, Speaking and Language und Little Prayers & Finite Experience. Aufgrund einer Herzerkrankung verschlechterte sich sein Gesundheitszustand und am 2. August 1972 verstarb er in New Hampshire. Das Werk Little Prayers und eine Sammlung seiner Gedichte wurden erst nach seinem Tod veröffentlicht.

### Ansichten über Sexualität
Die Offenheit, mit der Goodman über sein bisexuelles Leben und seine Liebschaften schrieb und sprach (insbesondere in seinem Essay The Politics of Being Queer (1969)), erwies sich als einer der wichtigsten kulturellen Sprungbretter für die sich in den frühen 1970er Jahren entwickelnde schwule Befreiungsbewegung. Seine eigenen Ansichten liefen jedoch der modernen Konstruktion der Homosexualität zuwider. Er war der Meinung, dass beides krank sei: nicht mit einer Person des anderen Geschlechts sexuell zu verkehren und keine homosexuellen Freuden zu kennen.
Weiterhin war er der Ansicht, dass sexuelle Beziehungen zwischen Männern und Knaben natürlich und gesund seien und die Grundlage für eine langandauernde Freundschaft sein könne. Goodman bedauerte, dass die heutige (1971) Jugend nicht mehr die „großzügige Haltung“ gegenüber den sexuellen Wünschen Älterer habe, die er als Jugendlicher hatte. In Bezug auf seine eigenen sexuellen Beziehungen mit Knaben, die die Öffentlichkeit verdamme, stellte er fest, dass das eigentlich Obszöne sei, dass die Gesellschaft einen wie einen Kriminellen Scham fühlen lasse für etwas, was menschliche Wesen wirklich brauchten.
Die Probleme der modernen Erziehung diagnostizierend – die Lähmung der Energie der Schüler und die Abtötung ihrer Neugier und Kreativität – unterstrich er, dass eine gute Lehrer-Schüler-Beziehung unvermeidlich auch sexuelle Aspekte habe und dass ein Eingestehen und geeignete Kanalisierung der daraus entstehenden Spannungen zu einem besseren Erziehungssystem führen würde. In einem Interview sagt er 1971 diesbezüglich: „Der Aspekt des Verliebtseins zwischen Schülern und Lehrern scheint mir ein wichtiger für die pädagogische Beziehung im allgemeinen zu sein.“

## Schriften (Auswahl)
- Aufwachsen im Widerspruch: Über die Entfremdung der Jugend in der verwalteten Welt. Verlag Darmstädter Blätter, Darmstadt 1971, ISBN 3-87139-011-9.
- Das Verhängnis der Schule. Athenäum-Fischer-Taschenbuch-Verlag, Frankfurt am Main 1975, ISBN 3-8072-3019-X (englisch: Compulsory mis-education. Übersetzt von Stefan Blankertz).
- Anarchistisches Manifest. Büchse der Pandora, Telgte-Westbevern 1977, ISBN 3-88178-007-6.
- Taylor Stoehr (Hrsg.): Natur heilt – psychologische Essays. Edition Humanistische Psychologie, Köln 1989, ISBN 3-926176-17-2.
- Stossgebete und anderes über mich. Edition Humanistische Psychologie, Köln 1992, ISBN 3-926176-37-7.
- Communitas – Lebensformen und Lebensmöglichkeiten menschlicher Gemeinschaften. Edition Humanistische Psychologie, Köln 1994, ISBN 3-926176-59-8.